# Jules Dufaure
Jules Armand Stanislas Dufaure (Saujon, 4 de Dezembro de 1798 — Rueil-Malmaison, 28 de Junho de 1881) foi um político francês. Ocupou o cargo de primeiro-ministro da França.

## Biografia
Dufaure nasceu em Saujon, Charente-Maritime, e começou sua carreira como advogado em Bordeaux, onde ganhou grande reputação por seus dons oratórios. Abandonou a lei pela política e, em 1834, foi eleito deputado. Em 1839, ele se tornou ministro das Obras Públicas no ministério de Jean-de-Dieu Soult, e conseguiu libertar a construção de ferrovias na França dos obstáculos que até então a impediam.
Perdendo o cargo em 1840, Dufaure tornou-se um dos líderes da Oposição e, com a eclosão da revolução de 1848, aceitou a República e ingressou no partido dos republicanos moderados. Em 13 de outubro, ele se tornou ministro do Interior de Louis-Eugène Cavaignac, mas aposentou-se com a derrota deste último nas eleições presidenciais. Durante o Segundo Império Francês, Dufaure se absteve da vida pública e praticou na Ordem dos Advogados de Paris com tanto sucesso que foi eleito bâtonnier em 1862.
Em 1863, ele assumiu a cadeira de Étienne-Denis Pasquier na Académie Française. Em 1871, tornou-se membro da Assembleia e propôs Adolphe Thiers como Presidente da República. Dufaure tornou-se ministro da justiça como chefe da Centro Esquerda e seu mandato foi distinguido pela aprovação da lei do júri. Em 1873, ele caiu com Thiers, mas em 1875 retomou seu antigo posto sob Louis Buffet, a quem sucedeu em 9 de março de 1876, o primeiro a se tornar presidente do conselho (seus antecessores usavam o título de vice-presidentes do conselho). No mesmo ano, foi eleito senador vitalício. Em 12 de dezembro, ele se retirou do ministério devido aos ataques dos republicanos de esquerda na Câmara e dos conservadores no Senado.
Após a derrota dos conservadores em 16 de maio, ele retornou ao poder em 24 de dezembro de 1877. No início de 1879, Dufaure participou da demissão de Patrice MacMahon, duc de Magenta, mas imediatamente depois (1 de fevereiro), desgastado pela oposição ele se aposentou. Como primeiro-ministro, foi Presidente da República em exercício em 30 de janeiro de 1879.

## O Primeiro Governo de Dufaure, 19 de fevereiro de 1871 - 18 de maio de 1873
- Jules Dufaure - Presidente do Conselho e Ministro da Justiça
- Jules Favre - Ministro das Relações Exteriores
- Adolphe Charles Le Flô - Ministro da Guerra
- Ernest Picard - Ministro do Interior
- Louis Buffet - Ministro das Finanças
- Louis Marie Alexis Pothuau - Ministro da Marinha e das Colônias
- Jules Simon - Ministro da Instrução Pública, Belas Artes e Adoração
- Charles de Larcy - Ministro das Obras Públicas
- Félix Lambrecht - Ministro da Agricultura e Comércio

Alterações
- 25 de fevereiro de 1871 - Augustin Pouyer-Quertier sucede Buffet como Ministro das Finanças.
- 5 de junho de 1871 - Ernest Courtot de Cissey sucede Le Flô como Ministro da Guerra. Félix Lambrecht sucede a Picard como Ministro do Interior. Victor Lefranc sucede a Lambrecht como Ministro da Agricultura e Comércio.
- 2 de agosto de 1871 - O Conde de Rémusat, sucede Favre como Ministro das Relações Exteriores
- 11 de outubro de 1871 - Auguste Casimir-Perier sucede Lambrecht como Ministro do Interior
- 6 de fevereiro de 1872 - Victor Lefranc sucede Casimir-Perier como Ministro do Interior. Eugène de Goulard sucede Lefranc como Ministro da Agricultura e Comércio.
- 23 de abril de 1872 - Eugène de Goulard sucede Pouyer-Quertier como Ministro das Finanças. Pierre Teisserenc de Bort sucede Goulard como Ministro da Agricultura e Comércio.
- 7 de dezembro de 1872 - Eugène de Goulard assume Lefranc como Ministro do Interior. Léon Say sucede a Goulard como Ministro das Finanças. Oscar Bardi de Fourtou sucede Larcy como Ministro das Obras Públicas.

## Segundo Governo de Dufaure, 18-25 de maio de 1873
- Jules Dufaure - Presidente do Conselho e Ministro da Justiça
- Conde de Rémusat - Ministro das Relações Exteriores
- Ernest Courtot de Cissey - Ministro da Guerra
- Auguste Casimir-Perier - Ministro do Interior
- Léon Say - Ministro da Fazenda
- Louis Marie Alexis Pothuau - Ministro da Marinha e das Colônias
- William Henry Waddington - Ministro da Instrução Pública
- Oscar Bardi de Fourtou - Ministro do Culto
- René Bérenger - Ministro das Obras Públicas
- Pierre Teisserenc de Bort - Ministro da Agricultura e Comércio

## Terceiro Governo de Dufaure, 23 de fevereiro - 9 de março de 1876
- Jules Dufaure - Presidente do Conselho e Ministro do Interior e da Justiça
- Louis Decazes - Ministro das Relações Exteriores
- Ernest Courtot de Cissey - Ministro da Guerra
- Eugène Caillaux - Ministro das Finanças e Obras Públicas
- Louis Raymond de Montaignac de Chauvannce - Ministro da Marinha e das Colônias
- Henri Wallon - Ministro da Instrução Pública, Belas Artes e Adoração
- Vicomte de Meaux - Ministro da Agricultura e Comércio

## Quarto Governo de Dufaure, 9 de março - 12 de dezembro de 1876
- Jules Dufaure - Presidente do Conselho e Ministro da Justiça
- Louis Decazes - Ministro das Relações Exteriores
- Ernest Courtot de Cissey - Ministro da Guerra
- Amable Ricard - Ministro do Interior
- Léon Say - Ministro da Fazenda
- Martin Fourichon - Ministro da Marinha
- William Henry Waddington - Ministro da Instrução Pública
- Albert Christophle - Ministro das Obras Públicas
- Pierre Teisserenc de Bort - Ministro da Agricultura e Comércio

Alterações
- 11 de maio de 1876 - Émile de Marcère sucede Ricard como Ministro do Interior.
- 15 de agosto de 1876 - Jean Auguste Berthaud sucede a Courtot de Cissey como Ministro da Guerra.

## Quinto Governo de Dufaure, 13 de dezembro de 1877 - 4 de fevereiro de 1879
- Jules Dufaure - Presidente do Conselho e Ministro da Justiça
- William Henry Waddington - Ministro das Relações Exteriores
- Jean-Louis Borel - Ministro da Guerra
- Émile de Marcère - Ministro do Interior
- Léon Say - Ministro da Fazenda
- Louis Marie Alexis Pothuau - Ministro da Marinha e das Colônias
- Agénor Bardoux - Ministro da Instrução Pública, Belas Artes e Culto
- Charles de Freycinet - Ministro das Obras Públicas
- Pierre Teisserenc de Bort - Ministro da Agricultura e Comércio

Alterações
- 16 de maio de 1878 - Henri François Xavier Gresley sucede Borel como Ministro da Guerra.